# Brest (Ig)
Brest (Duits: Ebenpforten) is een plaats in Slovenië en maakt deel uit van de gemeente Ig in de NUTS-3-regio Osrednjeslovenska. De plaats telde 394 inwoners op 1 januari 2020.

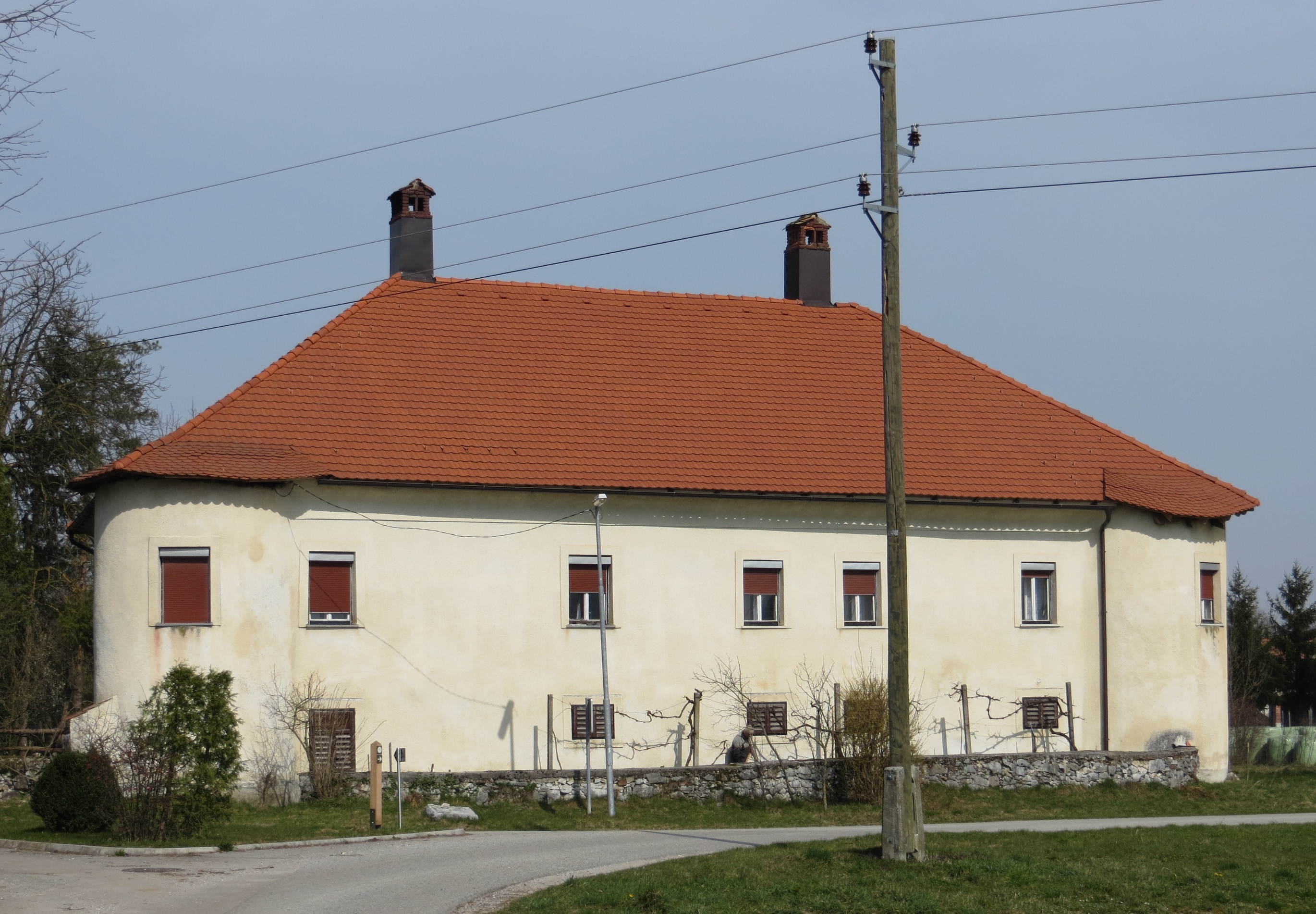
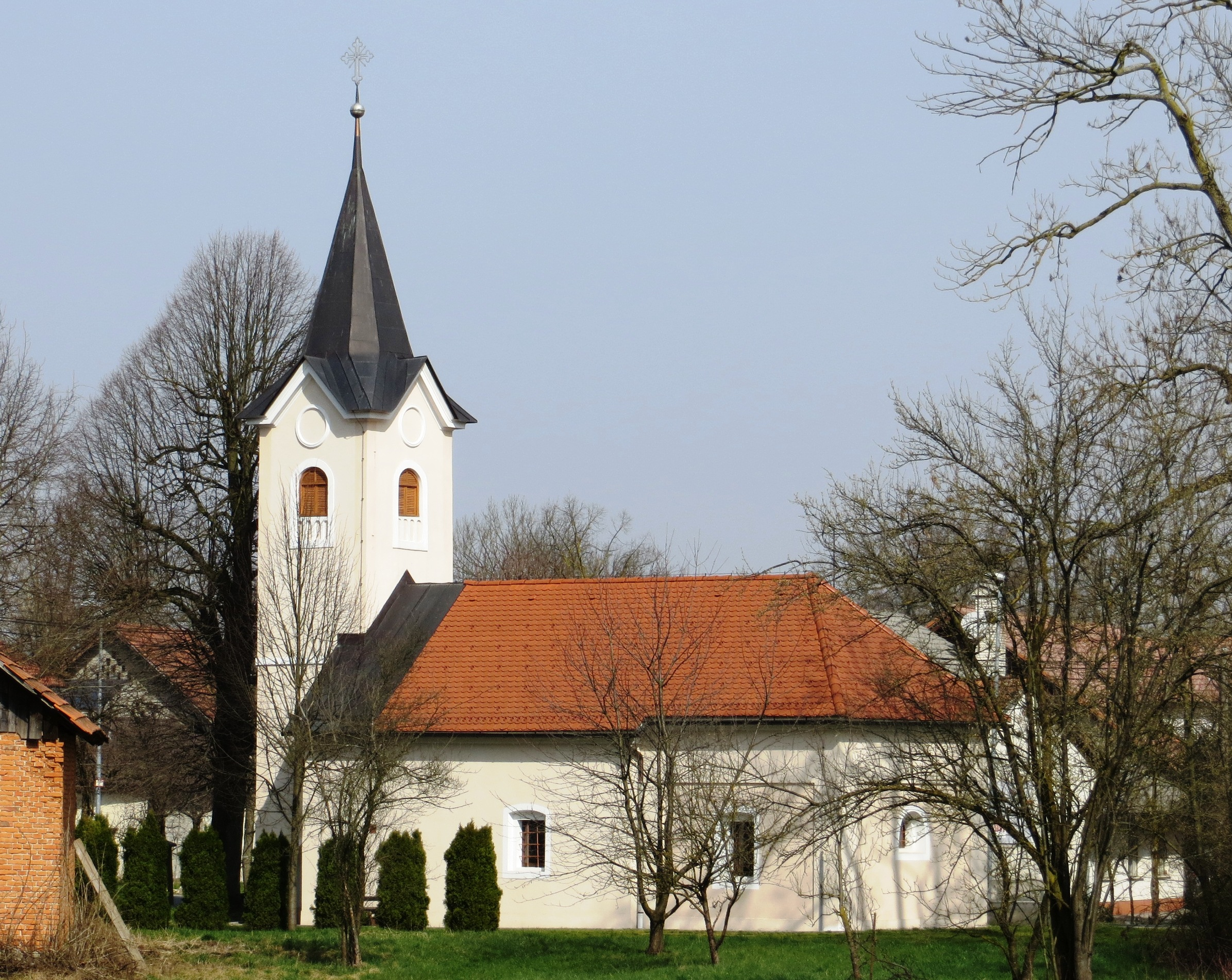
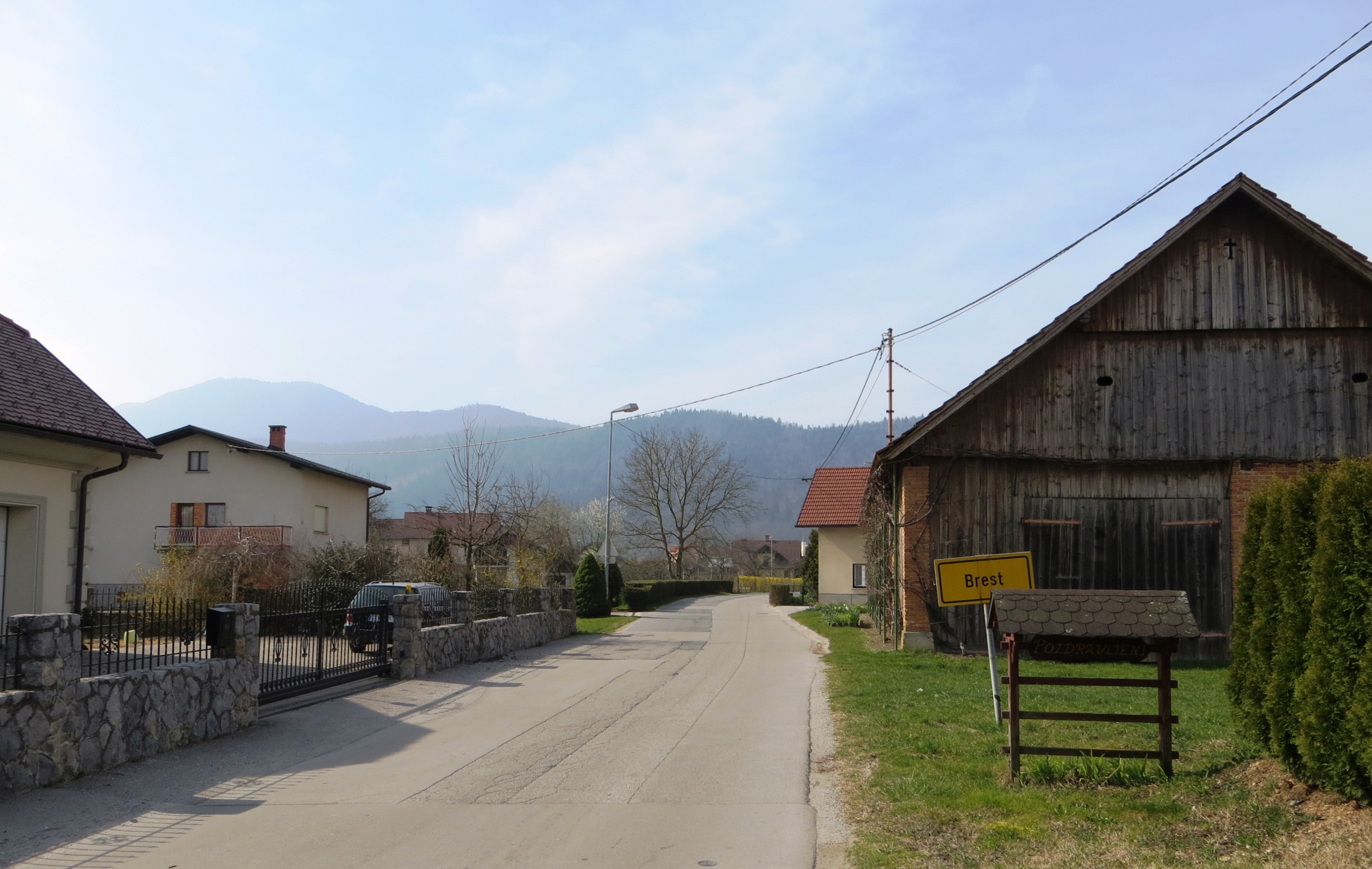